# ヤナギヤ
株式会社ヤナギヤ（英：Yanagiya Machinery Co.,Ltd.）は、山口県宇部市に本社を置く企業。
食品機械製造を主な事業内容とする。

## 概要
1916年（大正5年）10月、柳屋元助が家業の「かまぼこ製造業」を継ぎ、柳屋蒲鉾店として創業した。蒲鉾製造業を営む中で、当時手作業で行っていた擂潰工程の機械化を模索し蒲鉾用撹拌擂潰機の開発に成功、1932年（昭和7年）に柳屋鉄工所を開業し食品機械製造業に参入した。
現在では蒲鉾、竹輪、揚げ物、魚肉ソーセージ等の水産練り製品機械をはじめ、豆腐製造機械、海苔製造機械等の食品機械をオーダーメイドで製作している。カニ風味蒲鉾を発明・機械化生産に成功した大崎水産から許可を受けカニ風味蒲鉾製造機を開発し販売、今では世界シェアの70%を占め、魚肉練り製品加工機械分野における世界シェアは製造開始以来第1位を保っている。海外市場での売り上げは全体の20%を占めており、1982年（昭和57年）に参入した韓国、ロシアを始め43カ国（うちカニ風味蒲鉾生産設備は16カ国）に進出している。
日本食品機械工業会の会員企業であり、2011年度は監事を務めている。

## 沿革
- 1916年（大正5年）10月 - 柳屋元助が、家業の「かまぼこ製造業」を継ぎ、柳屋蒲鉾店を創業（ヤナギヤ創業年）。
- 1926年（大正15年） - 蒲鉾用撹拌擂潰機の実用新案を出願（1927年に実用新案99019号として登録）。
- 1931年（昭和6年） - 柳屋食堂開業（1945年（昭和20年）に空襲で全焼。以後再建されず。）。
- 1932年（昭和7年） - 柳屋鉄工所開業。
- 1950年（昭和25年）12月 - 柳屋鉄工所を改組し、株式会社柳屋鉄工所設立（ヤナギヤ設立年）。
- 1967年（昭和42年） - 本社工場を宇部市西宇部に移転。
- 1982年（昭和57年） - 韓国、ロシアに進出し海外向けの機械販売を開始。
- 1985年（昭和60年） - 商号を株式会社ヤナギヤに変更。
- 1990年（平成2年） - 本社工場を宇部市善和の瀬戸原中小企業団地に移転。
- 2004年（平成16年） - スペインのケラパック社とEU25ヵ国販売代理店契約を締結。
- 2006年（平成18年） - 経済産業省・中小企業庁より、「全国元気なモノ作り中小企業300社」に認定。
- 2007年（平成19年）4月10日 - 新型カニ風味蒲鉾製造機の開発で、文部科学省の平成19年度科学技術分野の文部科学大臣表彰科学技術賞（技術部門）を受賞。

## 組織

### 役員
- 代表取締役社長（1名）
- 取締役副社長（1名）
- 専務取締役（1名）
- 常務取締役（1名）
- 取締役（3名）
- 監査役（1名）

### 事業拠点
本社
- 山口県宇部市大字善和189番地18

支店
- 横浜支店 - 神奈川県横浜市鶴見区鶴見中央二丁目15番1号
- 大阪支店 - 大阪府門真市桑才新町31番8号

営業所
- 仙台営業所 - 宮城県仙台市宮城野区出花一丁目4番13号

海外事務所
- パリ事務所 - フランスパリ

生産拠点
- 本社工場 山口県宇部市大字善和189番地18（本社敷地内）

## テレビ番組
- 日経スペシャル カンブリア宮殿 カニカマ製造機で世界シェア７割！ 知られざるグローバル中小企業（2012年9月20日、テレビ東京）[5]